# Blanet
Il termine blanet indica un membro di un'ipotetica classe di esopianeti che orbita attorno ai buchi neri.
I blanet sono fondamentalmente simili ai pianeti; hanno massa sufficiente per essere arrotondati dalla loro stessa gravità, ma non sono abbastanza massicci per iniziare la fusione termonucleare, proprio come i pianeti che orbitano attorno alle stelle. Nel 2019, un team di astronomi ed esoplanetologi ha dimostrato che esiste una zona sicura attorno a un buco nero supermassiccio che potrebbe ospitare migliaia di pianeti in orbita attorno ad esso.

## Etimologia
Il team guidato da Keiichi Wada dell'Università di Kagoshima in Giappone ha dato questo nome ai pianeti dei buchi neri. La parola è una combinazione di buco nero e pianeta.

## Formazione
Si sospetta che i blanet si formino nel disco di accrescimento che orbita attorno a un buco nero, però è possibile che possono essere pianeti nomadi catturati dalla influenza del buco nero.